# Боровикова, Раиса Андреевна
Раи́са Андре́евна Боровико́ва (бел. Раіса Андрэеўна Баравікова; род. 11 мая 1947) — белорусская писательница и поэтесса, переводчица.

## Биография
Родилась в д. Пешки Берёзовского района Брестской области. Окончила Литературный институт имени А. М. Горького. Работала редактором на киностудии «Беларусьфильм», затем — в газетах и журналах («Літаратура і мастацтва», «Чырвоная змена», «Алеся», главный редактор литературного журнала «Маладосць» (2002—2011).

## Творчество
Выпустила поэтические сборники «Ромашковый берег», «Слушаю сердце», «Сказки Астронавта», «Каханне», поэму «Барбара Радзивилл», по которой была поставлена пьеса, книгу рассказов «Ужин манекенов». Переводила произведения с русского, украинского, польского языков.

## Награды и звания
- Медаль Франциска Скорины (2007)
- Почётная грамота Совета Министров Республики Беларусь (11 мая 2007) — за значительный личный вклад в развитие белорусской литературы, пропаганду и распространение лучших образцов национальной культуры[2]
- Лауреат Государственной премии Беларуси в области литературы (1994)
- Лауреат Литературный премии Союза писателей БССР им. А. Кулешова (1988) за поэтический сборник «Любовь»